# Pyrodes nitidus
Pyrodes nitidus là một loài bọ cánh cứng trong họ Cerambycidae.